# Ravelin

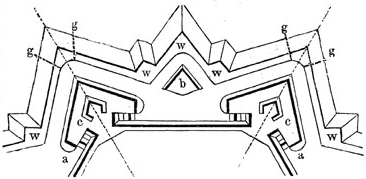
Pevnostní linie dle novoitalské inženýrské školy

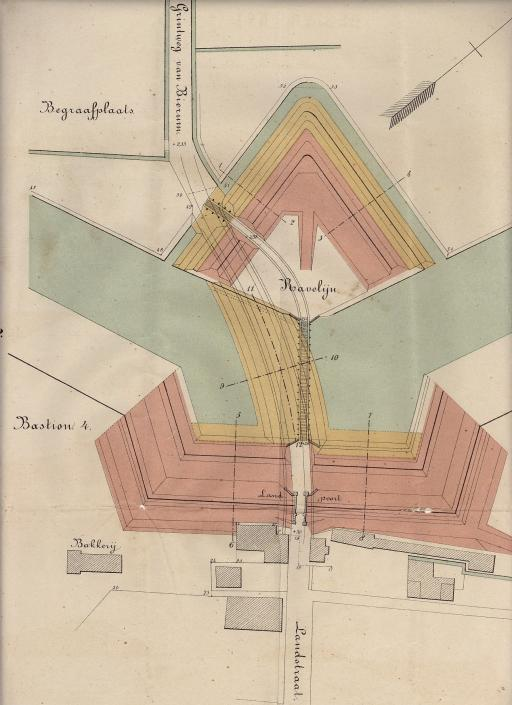
Pětiboký ravelin s přístupovou cestou do města

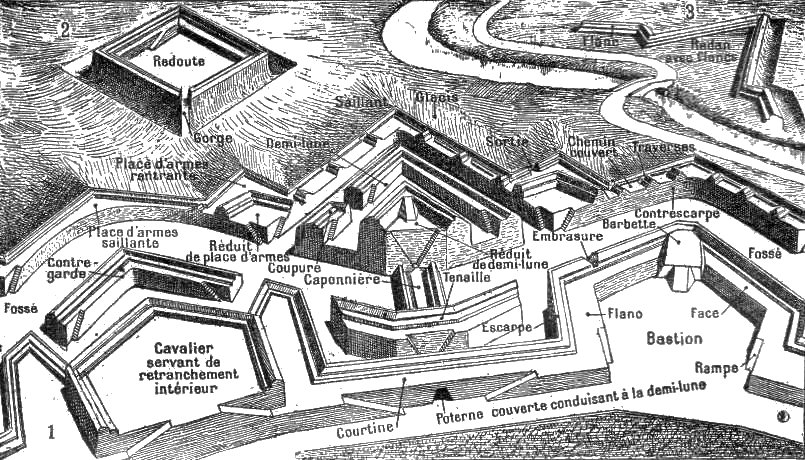
Bastionové opevnění – Demi-lune je označen ravelin a Réduit de demi-lune je označen reduit

Ravelin je samostatná, trojúhelníková nebo pětiúhelníková pevnůstka v hradebním příkopu, která mezi bastiony, kurtinami a krytou cestou tvoří tzv. střední obrannou linii. Ravelin sloužil jako ochrana za ním ležící kurtiny a boků bastionů, a protože v hradebním příkopě vyčníval před špice sousedních bastionů, poskytoval palebné krytí špičkám sousedních bastionů. Nepřítel se při dobývání pevnosti musel soustředit nejdříve na raveliny a pak teprve mohl pokračovat útokem na bastiony a kurtiny. Díky tomu se výrazně prodloužila doba potřebná k dobytí pevnosti.
Ravelin prošel podobně jako ostatní pevnostní objekty vývojem. Nejsložitější typ ravelinu je ravelin s reduitem. Jedná se o pětiboký ravelin, který je oproti jednoduššímu tříbokému doplněn o další vnitřní pevnostní objekt nazývaný reduit. Reduit je pětiboká stavba, jejíž špička míří do špičky ravelinu a jeho líce jsou rovnoběžné s lícemi ravelinu. Reduit je od ravelinu oddělen příkopem, jehož dno je obvykle výše než dno hradebního příkopu. V opevnění podle Mézièrské školy jsou v bocích reduitu umístěna dělostřelecká kasemata, jejichž střílny míří do hradebního příkopu mezi eskarpu bastionu a kontreskarpu a z nichž se střílelo kartáčovým střelivem. Účel reduitu je stejný jako účel kavalíru. V případě ravelinu s reduitem mohou být líce ravelinu rozděleny na dvě části dvojicí dělicích příkopů. Eskarpa je z pohledu nepřítele celistvá, nicméně se za ní v dělicím příkopě nenachází zemní val. Díky tomu mohli obránci v případě dobytí špičky ravelinu bojovat z reduitu a boků ravelinu oddělených od špice dělicími příkopy.
Dochované a částečně rekonstruované raveliny a raveliny s reduity se nachází v pevnostech Josefov a Terezín.